# Anna Karenina (film 2012)
Anna Karenina – brytyjski melodramat z 2012 roku w reżyserii Joe Wrighta, adaptacja klasycznej powieści Lwa Tołstoja pod tym samym tytułem.
Światowa premiera filmu odbyła się 7 września 2012 podczas 37. Międzynarodowego Festiwalu Filmowego w Toronto.

## Fabuła
Nowatorskie spojrzenie na powieść Lwa Tołstoja. Imperium Rosyjskie u schyłku XIX wieku. Anna Karenina (Keira Knightley) w wieku osiemnastu lat poślubiła wysokiego urzędnika państwowego Aleksieja Karenina (Jude Law), jednak nie był to ślub z miłości. Para doczekała się syna. Kilka lat później Anna poznaje przystojnego hrabiego Wrońskiego (Aaron Taylor-Johnson), w którym z wzajemnością się zakochuje. Romans Anny wywołuje skandal w wyższych sferach. Sprawę komplikuje ciąża, w którą Anna zachodzi z Wrońskim. Karenin postanawia ukarać żonę, co przyniesie olbrzymie konsekwencje.

## Obsada
- Keira Knightley jako Anna Karenina
- Jude Law jako Aleksiej Karenin
- Aaron Taylor-Johnson jako Hrabia Wroński
- Kelly Macdonald jako Dolly
- Matthew Macfadyen jako Obłoński
- Domhnall Gleeson jako Konstantyn Lewin
- Ruth Wilson jako Betsy
- Alicia Vikander jako Kitty
- Olivia Williams jako Hrabina Wrońska
- Michelle Dockery jako Księżniczka Myagkaya
- Emily Watson jako Hrabina Lidia
- Holliday Grainger jako Baronowa
- Shirley Henderson jako Madame Kartasow
- Bill Skarsgård jako kapitan Machotin
- Cara Delevingne jako Księżniczka Sorokina